# Линия связи «Север»
Тропосфе́рная радиореле́йная ли́ния свя́зи «Се́вер» (ТРРЛ «Север», второе название «Горизонт») — бывшая советская система магистральной радиорелейной тропосферной радиосвязи, созданная для обеспечения связью отдалённых регионов страны. Система построена в период с 1966 по 1970 годы и в настоящее время заменена спутниковой связью. Последние станции системы были закрыты в 2003 году, общая протяжённость линий составляла 13 200 километров, они охватывали около 60 % территории СССР. Система состояла из семи линий, имела два узла, в подчинении у которых находились центры и станции. Радиосвязь обеспечивали 46 тропосферных радиорелейных станций (ТРРС) «Горизонт-М», расположенных большей частью вдоль побережья Северного Ледовитого и Тихого океанов и крупнейших сибирских рек Енисея и Лены.
В начале эксплуатации системы была предпринята попытка организовать обслуживание линий гражданскими связистами. Но из-за очень тяжёлых социально-бытовых условий в местах дислокации станций и, как следствие, невозможности набора гражданских специалистов на большую часть станций, правительство было вынуждено привлекать военнослужащих.

## Узлы
- Западный узел «Патриот-2» (до 1977 года — «Вираж»):

Располагался в Воркуте со дня образования в 1967 году до 2001 года. В 2001 году в связи с закрытием станций линий 60 и 3500 был переведён в Норильск. В подчинении Западного узла были 20 станций: все станции ТРРЛ-3500, ТРРЛ-60 и ТРРЛ-101 и 6 станций ТРРЛ-103 («Днепр» и все западнее), 2 центра — Воркутинский и Норильский и отдел эксплуатации ТРРЛ-3500. Обслуживался войсковой частью 96453.
Координаты (до 2001 года): 67°31′04″ с. ш. 64°05′10″ в. д.
- Восточный узел «Дракон-2»:

Располагался в Магадане (изначально размещался в доме на 4-м километре Колымской трассы). В подчинении Восточного узла были 26 станций: все станции ТРРЛ-102, ТРРЛ-104А и ТРРЛ-104 и 13 станций ТРРЛ-103 («Графит» и все восточнее) и три центра — Тиксинский, Анадырский и Магаданский. Обслуживался войсковой частью 96454.
Координаты: 59°32′54″ с. ш. 150°50′01″ в. д.

## Центры

### Западный узел
- Воркутинский центр «Патриот-1»:

В подчинении центра находились 8 станций: 1/60, 2/60, З/60, 4/60 (1/103), 5/60, 6/60, 2/103 и 3/103. Обслуживался войсковой частью 34075.
- Норильский центр «Луч-1» (до 1977 года — «Нева»):

В подчинении центра находились 9 станций: 4/103 (15/101), 5/103, 6/103, 7/103, 8/101, 10/101, 12/101, 13/101 и 14/101. Обслуживался войсковой частью 74235.
- Отдел эксплуатации ТРРЛ-3500 «Канва-1» (до 1977 года — «Обь»):

Располагался в городе Оленегорске Мурманской области. В подчинении центра находились все 3 станции ТРРЛ-3500. Обслуживался военной частью № 96453. Был расформирован в 1989 году.
Координаты: 68°08′16″ с. ш. 33°15′23″ в. д.

### Восточный узел
- Тиксинский центр «Амур-1»:

В подчинении центра находилось 8 станций: 9/103, 10/103 (15/102), 11/103, 13/103, 1/102, 2/102, 3/102 и 4/102. Обслуживался военной частью № 74355.
- Анадырский центр «Юкон-1»:

В подчинении центра находилось 9 станций: «Янтарь», «Хрусталь», «Гранат», «Редуктор», «Агат», «Казань», «Орёл», «Горький», «Юкон». Обслуживался военной частью № 51470.
- Магаданский центр «Дракон-1»:

Обслуживался военной частью № 74180.

## Станции
Станции рассортированы по линиям.

### ТРРЛ-60 Серов — Воркута
- 1/60 «Енисей»:

Располагалась в городе Серове Свердловской области, обслуживалась военной частью № 93492.
Координаты: 59°38′16″ с. ш. 60°33′04″ в. д.
- 2/60 «Периметр» («Дон»):

Располагалась близ посёлка Зеленоборска Ханты-Мансийского автономного округа, обслуживалась военной частью № 93357.
Координаты: 61°28′36″ с. ш. 64°07′30″ в. д.
- 3/60 «Сокол»:

Располагалась в посёлке Берёзово Ханты-Мансийского автономного округа, обслуживалась военной частью № 74354.
Координаты: 63°56′58″ с. ш. 64°59′15″ в. д.
- 4/60 (1/103) «Чайка»:

Узловая станция. Обслуживала также линию Воркута — Анадырь. Располагалась в 14 километрах к востоку от города Салехарда Ямало-Ненецкого  автономного округа, обслуживалась войсковой частью 74232.
Координаты: 66°33′51″ с. ш. 66°52′37″ в. д., высота над уровнем моря — 106 метров.
- 5/60 «Патриот» («Ястреб»):

Располагалась в 3 километрах к западу от посёлка Мульда Республики Коми, обслуживалась военной частью № 74181.
Координаты: 67°28′51″ с. ш. 63°37′55″ в. д.
- 6/60 «Полоска» («Орёл»):

Располагалась в 12 километрах к западу от посёлка Амдерма Ненецкого автономного округа, обслуживалась военной частью № 93362.
Координаты: 69°42′38″ с. ш. 61°25′34″ в. д.

### ТРРЛ-101 Красноярск — Норильск
- 8/101 «Лена»:

Располагалась в 5 километрах к северо-западу от города Енисейска Красноярского края, обслуживалась войсковой частью 74236.
Координаты: 58°29′23″ с. ш. 92°00′07″ в. д.
- 10/101 «Таёжник» («Волга»):

Располагалась на левом берегу Енисея в 7 километрах к югу от села Сумароково Красноярского края, обслуживалась военной частью № 93493.
Координаты: 61°35′35″ с. ш. 89°43′45″ в. д.
- 12/101 «Ёмкость»:

Располагалась на правом берегу Енисея у посёлка Черноостровск Красноярского края, обслуживалась военной частью № 93360.
Координаты: 64°36′17″ с. ш. 87°38′02″ в. д.
- 13/101 «Частота»:

Располагалась на правом берегу реки Нижняя Тунгуска у села Туруханск Красноярского края, обслуживалась военной частью № 74352.
Координаты: 65°48′04″ с. ш. 88°00′54″ в. д.
- 14/101 «Импульс»:

Располагалась у города Игарка Красноярского края, обслуживалась военной частью № 74233.
Координаты: 67°27′41″ с. ш. 86°42′52″ в. д.
- 15/101 (4/103) «Луч»:

Узловая станция. Также обслуживала линию Воркута — Анадырь. Располагалась в километре от железнодорожной станции Вологочан, в 10 километрах к западу от посёлка Алыкель Красноярского края (Таймырский полуостров), обслуживалась военной частью № 74182.
Координаты: 69°22′46″ с. ш. 87°06′46″ в. д.

### ТРРЛ-102 Якутск — Тикси
- 1/102 (5/104А) «Вена»:

На этой станции соединялись линии Магадан — Якутск и Якутск — Тикси. Располагалась в 14 километрах к северо-западу от посёлка Жатай (Якутия), обслуживалась военной частью № 74184.
Координаты: 62°13′57″ с. ш. 129°36′37″ в. д.
- 2/102 «Дон»:

Располагалась в 4 километрах к востоку от посёлка Сангар (Якутия), обслуживалась военной частью № 93495.
Координаты: 63°54′13″ с. ш. 127°34′29″ в. д., высота над уровнем моря — 241 метр.
- 3/102 «Волга»:

Располагалась в 9 километрах к юго-западу от посёлка Жиганск (Якутия), обслуживалась военной частью № 93358.
Координаты: 66°40′49″ с. ш. 123°26′14″ в. д.
- 4/102 «Урал» («Енисей»):

Располагалась в 13 километрах к северу от села Джарджан (Якутия), обслуживалась военной частью № 74353.
Координаты: 68°50′56″ с. ш. 124°04′07″ в. д.
- 5/102 (10/103) «Амур»:

Узловая станция. Также обслуживала линию Воркута — Анадырь. Располагалась на сопке в 3-х километрах к западу от посёлка Тикси (Якутия), обслуживалась военной частью № 74183 (74231).
Координаты: 71°38′03″ с. ш. 128°45′09″ в. д., высота над уровнем моря — 330 метров.

### ТРРЛ-103 Воркута — Анадырь
- 1/103 (4/60) «Чайка» (смотри выше)
- 2/103 «Кама»:

Располагалась в 8 километрах к северо-западу от села Мыс Каменный Ямало-Ненецкого автономного округа, обслуживалась военной частью № 51471.
Координаты: 68°29′10″ с. ш. 73°08′26″ в. д.
- 3/103 «Ока»:

Располагалась в 5 километрах от посёлка Гыда Ямало-Ненецкого автономного округа, обслуживалась военной частью № 62827.
Координаты: 70°52′09″ с. ш. 78°34′57″ в. д.
- 4/103 (15/101) «Луч» (смотри выше)
- 5/103 «Двина»:

Располагалась на берегу реки Бархатовки (приток Хеты) в 6 километрах к востоку от села Волочанка Красноярского края (Таймырский полуостров), обслуживалась военной частью № 44676.
Координаты: 70°58′23″ с. ш. 94°42′47″ в. д.
- 6/103 «Яуза»:

Располагалась в 6,5 километра к юго-востоку от села Хатанга Красноярского края (Таймырский полуостров), обслуживалась военной частью № 51469.
Координаты: 71°57′22″ с. ш. 102°39′04″ в. д.
- 7/103 «Днепр»:

Самая северная станция системы. Располагалась на Таймырском полуострове близ заброшенного посёлка Кожевникова, обслуживалась военной частью № 62826.
Координаты: 73°34′01″ с. ш. 110°19′55″ в. д.
- 9/103 «Графит»:

Располагалась в 10 километрах к северу от села Таймылыр (Якутия), обслуживалась военной частью № 44678.
Координаты: 72°42′37″ с. ш. 121°59′21″ в. д., высота над уровнем моря — 192 метра.
- 10/103 (5/102) «Амур» (смотри выше)
- 11/103 «Кварц»:

Располагалась на мысе Святой Нос на берегу моря Лаптевых в Якутии, обслуживалась военной частью № 48242.
Координаты: 72°50′27″ с. ш. 140°52′05″ в. д.
- 13/103 «Малахит»:

Располагалась в 42 километрах от посёлка Чокурдах (Якутия) ниже по течению реки Индигирки в 11 километрах от её берега, обслуживалась военной частью № 49958.
Координаты: 70°39′44″ с. ш. 149°04′00″ в. д.
- 14/103 «Алмаз»:

Располагалась между посёлками Чокурдах и Белая Гора в 6 километрах к юго-востоку от заброшенного посёлка Ожогино у берега реки Шангина (приток Индигирки), обслуживалась военной частью № 49755.
Координаты: 69°05′42″ с. ш. 147°38′34″ в. д.
- 15/103 «Янтарь»:

Располагалась на правом берегу реки Колымы в 2 километрах к северу от села Лобуя (Якутия), обслуживалась военной частью № 45865.
Координаты: 67°30′27″ с. ш. 154°02′50″ в. д.
- 16/103 «Хрусталь»:

Располагалась на острове Каменка в дельте Колымы в 7 километрах к северо-западу от села Михалкино (Якутия), обслуживалась военной частью № 46140.
Координаты: 69°27′52″ с. ш. 161°22′36″ в. д., высота над уровнем моря — 100 метров.
- 17/103 «Гранат»:

Располагалась в 22 километрах к северу от посёлка Красноармейский Чукотского автономного округа, обслуживалась военной частью № 59241.
Координаты: 69°44′01″ с. ш. 171°46′07″ в. д., высота над уровнем моря — 910 метров.
- 18/103 «Редуктор» («Рубин»):

Располагалась в 6 километрах к западу от посёлка Мыс Шмидта Чукотского автономного округа, обслуживалась военной частью № 59240.
Координаты: 68°52′14″ с. ш. 179°33′42″ з. д., высота над уровнем моря — 160 метров.
- 19/103 «Агат»:

Располагалась в 21 километре к западу от села Ванкарем Чукотского автономного округа, обслуживалась военной частью № 62828.
Координаты: 67°49′16″ с. ш. 176°21′52″ з. д., высота над уровнем моря — 223 метра.
- 20/103 «Казань»:

Располагалась в 2 километрах к северо-западу от села Уэлькаль Чукотского автономного округа, обслуживалась военной частью № 74231. Изначально относилась к линии Магадан — Анадырь и имела номер 9/104, но позже была приписана к линии Воркута — Анадырь.
Координаты: 65°33′00″ с. ш. 179°20′29″ з. д., высота над уровнем моря — 6 метров.
- 21/103 (8/104) «Юкон»

Узловая станция. Также обслуживала линию Магадан — Анадырь. Располагалась в 4-х километрах к западу от города Анадырь (Чукотский автономный округ) на сопке Святого Михаила, обслуживалась военной частью № 74239.
Координаты: 64°44′13″ с. ш. 177°23′11″ в. д.

### ТРРЛ-104А Магадан — Якутск
- 1/104А (1/104) «Дракон»:

На этой станции сходились линии Магадан — Якутск и Магадан — Анадырь. Располагалась вблизи города Магадана, обслуживалась военной частью № 74237. Высота над уровнем моря 707 м.
Координаты: 59°34′37″ с. ш. 150°43′59″ в. д.
- 2/104А «Мальта»:

Располагалась в 9 километрах к северо-востоку от города Охотска Хабаровского края, обслуживалась военной частью № 93359.
Координаты: 59°25′13″ с. ш. 143°24′24″ в. д., высота над уровнем моря — 520 метров.
- 3/104А «Милан»:

С 1974 года располагалась на западе от урочища Юдома-Крестовская: техническая зона — на сопке Малый Маракан (высота над уровнем моря — 1754 метра), жилая зона — у подножия сопки (высота над уровнем моря — 460 метров). До 1974 года станция находилась на 68 километров западнее, — в нескольких километрах к северо-западу от посёлка Ыныкчанский. Обслуживалась военной частью № 93494.
Координаты: 60°03′50″ с. ш. 138°47′46″ в. д. (до 1974 года — 60°17′20″ с. ш. 137°39′24″ в. д.).
- 4/104А «Каир»:

Располагалась на правом берегу реки Мая близ её впадения в Алдан в 8 километрах к юго-востоку от посёлка Усть-Мая (Якутия), обслуживалась военной частью № 74234.
Координаты: 60°21′20″ с. ш. 134°37′53″ в. д.
- 5/104А (1/102) «Вена» (смотри выше)

### ТРРЛ-104 Магадан — Анадырь
- 1/104 (1/104А) «Дракон» (смотри выше)
- 2/104 «Тула»:

Располагалась на горе Иретской в 27 километрах к юго-западу от посёлка Тахтоямск Магаданской области, обслуживалась военной частью № 93496.
Координаты: 60°05′03″ с. ш. 154°15′14″ в. д., высота над уровнем моря — 440 метров.
- 4/104 «Баку»:

Располагалась на сопке Вархалам между посёлком Эвенск и селом Гижига Магаданской области на восточном берегу реки Вархалам, обслуживалась военной частью № 93491.
Координаты: 61°56′46″ с. ш. 159°57′36″ в. д., высота над уровнем моря — около 300 метров.
- 5/104 «Рига»:

Располагалась в 2 километрах к югу от посёлка Каменское Камчатского края, обслуживалась военной частью № 93361.
Координаты: 62°26′45″ с. ш. 166°12′39″ в. д.
- 6/104 «Киев»:

Располагалась на берегу реки Чёрной при её впадении в Пенжину на горе Шаман в 31-м километре к юго-востоку от села Аянка и в 43 километрах к северу от села Слаутное Камчатского края, обслуживалась воинской частью № 93365.
Координаты: 63°33′11″ с. ш. 168°05′23″ в. д., высота над уровнем моря — 357 метров.
- 7/104 «Горький»:

Располагалась в 15 километрах южнее места впадения реки Майн в реку Анадырь севернее горы Эльдыныр на расстоянии 32 километров от посёлка Отрожный Чукотского автономного округа (на картах место расположения станции обозначалось как посёлок Рассвет), обслуживалась воинской частью № 74351.
Координаты: 64°58′05″ с. ш. 172°12′21″ в. д.
- 8/104 (21/103) «Юкон» (смотри выше)
- 11/104 «Орёл»:

Оконечная станция и самая восточная в системе. Располагалась у села Сиреники Чукотского автономного округа, обслуживалась военной частью № 74179.
Координаты: 64°25′06″ с. ш. 173°58′26″ з. д., высота над уровнем моря — 324 метра.

### ТРРЛ-3500 Архангельск — Оленегорск
- 1/3500 «Стрела»:

Располагалась в 4 километрах к востоку от посёлка Уемский Архангельской области, обслуживалась военной частью № 44621.
Координаты: 64°28′40″ с. ш. 40°56′36″ в. д.
- 2/3500 «Искра»:

Располагалась в 4 километрах к северо-востоку от населённого пункта Корабельное Мурманской области, обслуживалась военной частью № 34146.
Координаты: 67°06′34″ с. ш. 41°12′04″ в. д., высота над уровнем моря — 129 метров.
- 3/3500 «Канва»:

Располагалась в 7 километрах к югу-востоку от посёлка Протоки Мурманской области, обслуживалась военной частью № 41573.
Координаты: 68°04′01″ с. ш. 34°00′03″ в. д., высота над уровнем моря — 489 метров.

## Тренировочный центр
Позывной — «Гамбит». Располагался в городе Актюбинске, обслуживался военной частью № 44085.

Координаты: 50°18′38″ с. ш. 57°09′19″ в. д.